# Episodi di The Mask (terza stagione)
| nº | Titolo inglese            | Titolo italiano               | Prima Tv USA   | Prima Tv Italia |
| -- | ------------------------- | ----------------------------- | -------------- | --------------- |
| 1  | Magic                     | La magia                      | 5 luglio 1997  |                 |
| 2  | Little Big Mask           | Piccolo grande Mask           | 12 luglio 1997 |                 |
| 3  | Fantashtick Voyage        | Un viaggio fantastico         | 19 luglio 1997 |                 |
| 4  | They Came from Within     | L'oro viene fra noi           | 26 luglio 1997 |                 |
| 5  | To Have and Have Snot     | Avere un moccio               | 2 agosto 1997  |                 |
| 6  | Mystery Cruise            | La crociera del mistero       | 9 agosto 1997  |                 |
| 7  | The Goofalotatots         | Gli assegni stolti            | 16 agosto 1997 |                 |
| 8  | When Pigs Ruled the Earth | I maiali domineranno la terra | 23 agosto 1997 |                 |
| 9  | The Aceman Cometh         | Ace Ventura ed io             | 30 agosto 1997 |                 |